# Abgabepreis
Der Abgabepreis ist der Preis, der vom Endkunden an den Einzelhändler oder von diesem an den Großhändler entrichtet werden muss.
In Deutschland ist die Festlegung des Abgabepreises durch einen Hersteller nicht erlaubt. Ausnahmen stellen besondere Bereiche wie der Buch-, Zeitschriften- oder Medikamentenhandel dar (siehe auch Buchpreisbindung). Hier kann der Abgabepreis vom Hersteller festgelegt werden. Der Wettbewerb durch Preisgestaltung im Einzelhandel wird dadurch beschränkt oder unterbunden. Dadurch soll gewährleistet werden, dass auch nicht gewinnbringende Regionen zu (den gleichen) bezahlbaren Preisen beliefert werden.
Im Zeitschriftenhandel wird der Abgabepreis des Großhändlers an den Einzelhändler sowie der – höhere – Abgabepreis des Einzelhändlers an den Endkunden durch den Verlag festgelegt. Die Handelsspanne des Einzelhändlers ist die Differenz der Abgabepreise, verringert um die Mehrwertsteuer. Sie liegt häufig bei etwa 20 Prozent. Die Handelsspanne des Großhändlers variiert dagegen zwischen etwa 30 Prozent bei kleinen Auflagen und 13 Prozent bei sehr großen Auflagen.